# Андровичи
Андровичи (серб. Андровићи) — населённый пункт (деревня) в общине Зворник, который принадлежит энтитету Республике Сербской, Босния и Герцеговина. По результатам югославской переписи населения 1991 года в Андровичах проживало 319 человек.

## Население
В населении деревни значительно преобладают сербы, доля других народностей невелика.
| 1961                           | 1971 | 1981 | 1991 | - | - | - |
| ------------------------------ | ---- | ---- | ---- | - | - | - |
| 310                            | 307  | 237  | 319  | - | - | - |
| Гистограмма динамики населения |      |      |      |   |   |   |

### Национальный состав населения
на 1991 год:
- Сербы — 314 человек (98,42 %)
- Хорваты — 0 человек (0,00 %)
- Мусульмане — 0 человек (0,00 %)
- Югославы — 1 человек (0,31 %)
- Другие и неизвестно — 4 человека (1,25 %)